# سینه‌سرخ‌های زرد
سینه‌سرخ‌های زرد (نام علمی: Eopsaltria) نام یک سرده از تیره سینه‌سرخ‌های استرالزی است.